# كأس المكسيك 1935–36
كأس المكسيك 1935–36 هو موسم من كأس المكسيك. كان عدد الأندية المشاركة فيه 5، وفاز فيه نادي نيكاكسا.